# Centre Internacional de Recerca de l'Anarquisme
El Centre Internacional de Recerques Anarquistes, (francès Centre International de Recherches sur l'Anarchisme o CIRA) amb seu a la ciutat de Lausana, cantó de Vaud, (Suïssa francòfona) i fundat en 1957, és un centre d'estudis i de documentació sobre el moviment i les idees anarquistes arreu del món i en un gran nombre de llengües.
Des del seu naixement, el CIRA es va plantejar ser la memòria del moviment llibertari, sense interferir en les querelles de la gran família internacional anarquista.

## Documentació
Consta de llibres, fullets, periòdics, treballs universitaris, manuscrits, dossiers d'arxius. La biblioteca arxiva imatges de fotos, postals, cartells, reproduccions d'obres d'art, pel·lícules, documentals, curtmetratges i enregistraments sonors; el material audiovisual està disponible en discs, cassets àudio i vídeo (Disc, DVD, CDisc, CDRom, CVid, CAudio). Té publicacions des de 1848 i vídeos des de 1903.

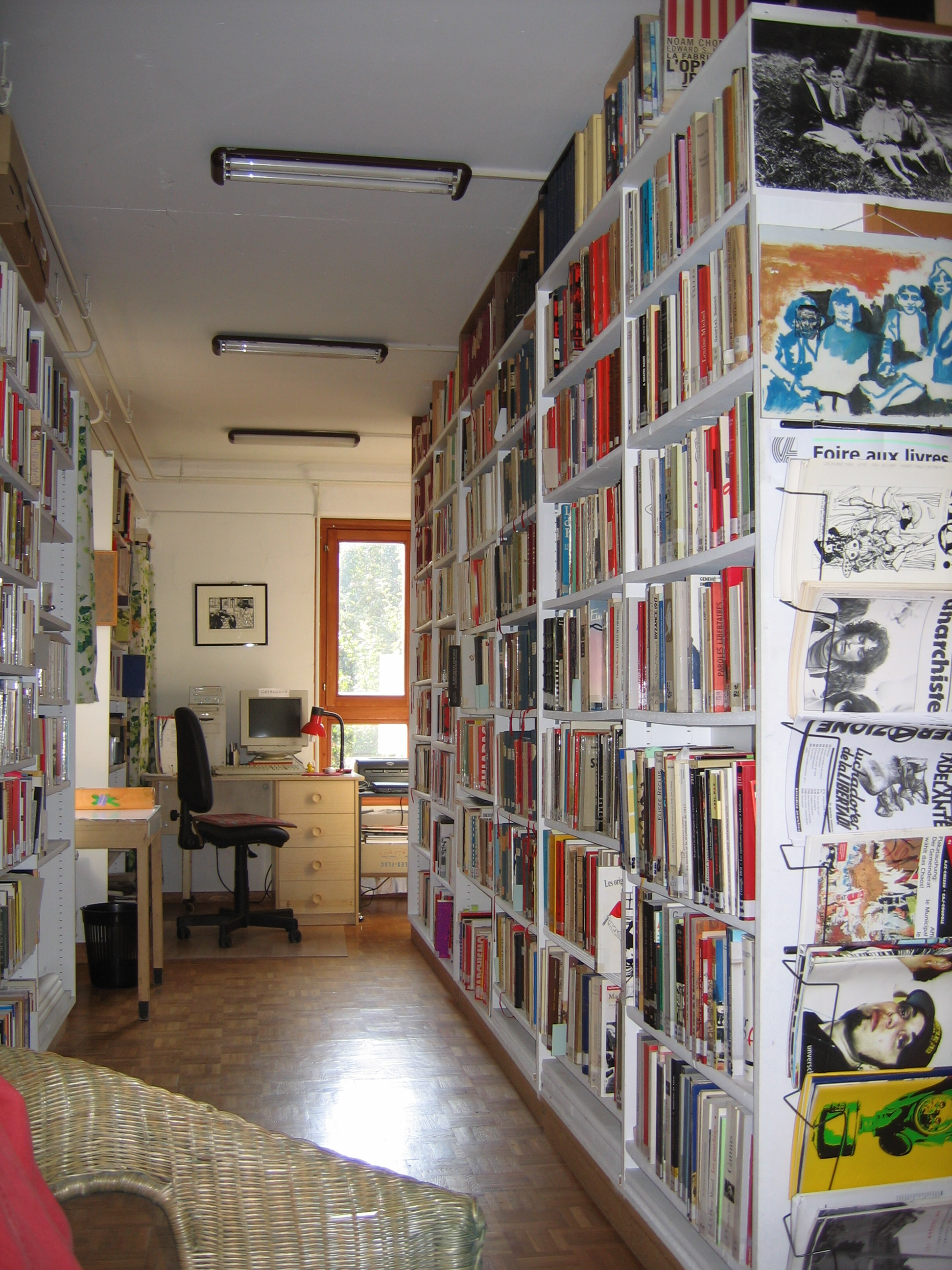
Interior del CIRA

## Serveis
El CIRA recull, conserva i posa a la disposició del públic en general una col·lecció d'obres, publicacions periòdiques i documents relatius al moviment, història i idees anarquistes. El seu catàleg pot ser consultat on-line.
És una associació constituïda en virtut dels articles 60 i següents del Codi civil suís. Un comitè internacional supervisa la seva activitat i un comitè local s'ocupa de la gestió ordinària, amb treballadors voluntaris. La biblioteca es troba a Lausana, al barri dels hospitals (avenue de Beaumont, 24), en un marc verd, on té un local de 130 metres quadrats en dues plantes.
El CIRA està reconegut com a entitat d'utilitat pública (per tant, no paga ni impostos ni drets de successió), però no rep cap ajuda o subvenció pública directa. El seu finançament ordinari procedeix de les cotitzacions dels socis. També s'admeten altres donacions i d'ajudes puntuals. No hi ha pressupost per a adquisicions: les publicacions periòdiques actuals procedeixen dels seus editors, les obres o documents dels editors, dels autors, d'organitzacions o d'amics. Publica un butlletí anual sobre actualització de material, col·loquis i altres centres de recerca. També organitza conferències.
També envien documents (llibres i fullets) per correu a qui ho sol·liciti, cobrant despeses d'enviament; documents rars o antics, periòdics, així com el material audiovisual està exclosos de préstec.

## Història
El CIRA va començar en 1957, quan un objector italià exiliat a Ginebra, Pietro Ferrua, uneix els primers arxius, llibres i documents del grup de "du Réveil du Luigi Bertoni". Va fundar el "Centre Internacional de Ginebra per a la Recerca sobre l'anarquisme". Fins a 1963, l'any de la seva expulsió, va treballar amb Marie-Christine MikhaÏlo, que organitzava la biblioteca amb la seva filla Marianne Enckell. El CIRA es va instal·lar a Lausana en 1990. En tot el seu temps d'existència ha multiplicat contactes i les generacions de visitants s'han succeït.
Des d'aquest any, la biblioteca es troba en una casa antiga a Lausana, un lloc envoltat de cedres centenaris, gràcies a la generositat de Marie-Christine de posar una part de la casa a la disposició del CIRA. En 2007 els encarregats del centre van organitzar una campanya per comprar l'edifici del CIRA per poder romandre i continuar el seu treball. Havien de reunir almenys, 150.000 francs perquè el sòl de la biblioteca es converteixi en propietat del CIRA. Per a això han sol·licitat aportacions voluntàries des de 150 euros, o senzillament motiven a comprar la targeta de lector (30 euros anuals) i rebre el servei.

### Altres
Existeix també un CIRA a Marsella, fundat en 1965, que originalment era una sucursal de l'anteriorment descrit, però després es va tornar independent. Hi ha un CIRA també en Japó.